# Bisnovat R-4
Bisnovat R-4 (Sau này là Molniya) (tên ký hiệu của NATO AA-5 'Ash') là một loại tên lửa không đối không tầm xa được phát triển sớm nhất của Liên Xô, vào lúc đầu nó được gọi với tên gọi K-80 hay R-80.

## Lịch sử
Việc phát triển R-4 bắt đầu vào năm 1959, bắt đầu trang bị chính thức vào năm 1963. Nó được sử dụng chủ yếu trên máy bay đánh chặn Tu-128, tương thích với radar RP-S Smerch ('Tornado') của Tu-128, mặc dù một số báo cáo đề xuất là MiG-25 mang nó thì tốt hơn.
Giống như nhiều vũ khí của Liên Xô, nó được làm cho cả hai lựa chọn, radar dẫn đường bán chủ động SARH (R-4R) và dẫn đường bằng tia hồng ngoại IR (R-4T). Theo học thuyết của Liên Xô, họ sẽ sử dụng cả hai phiên bản tên lửa SARH/IR để tăng lợi thế cho trân chiến. Mục tiêu bay trên độ cao từ 8 đến 21 km, tên lửa có thể nhắm bắn từ một máy bay phía dưới mục tiêu 8 km.
Vào năm 1973, nó được hiện đại hóa thành mẫu R-4MR (SARH) / MT (IR), hạ thấp độ cao tối thiểu đến mục tiêu (0.5–1 km), được cải thiện hệ thống tìm kiếm và tương thích với radar nâng cấp RP-SM Smerch.

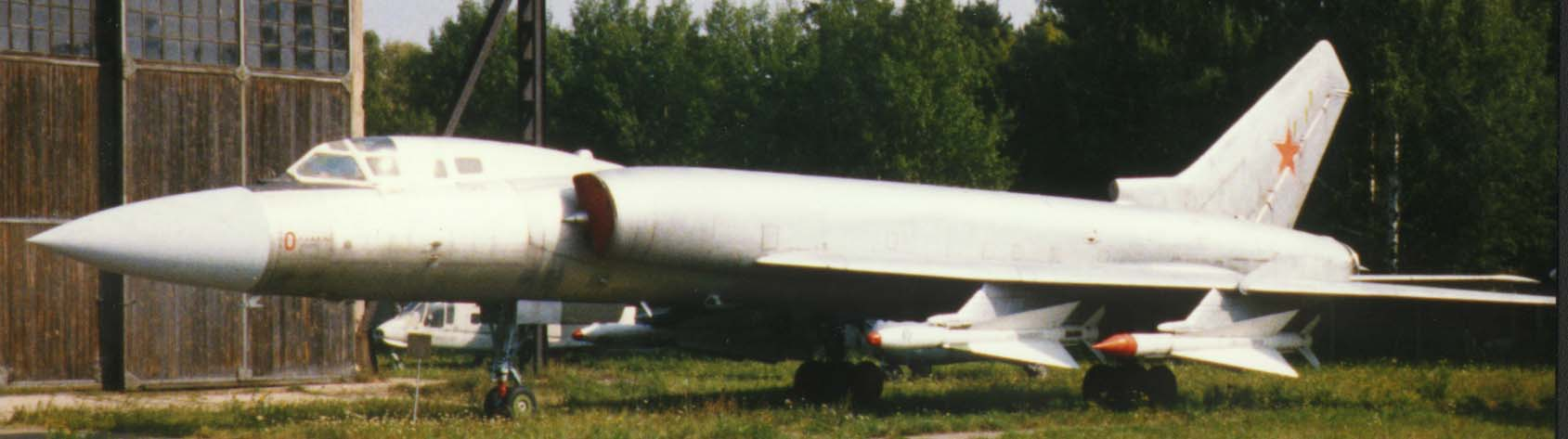
R-4T (cặp bên trong) và R-4R (cặp bên ngoài) dưới cánh Tu-128

R-4T (cặp bên trong) và R-4R (cặp bên ngoài) được mang dưới cánh của máy bay đánh chặn Tu-128. R-4 phục vụ đến cuối những năm 1980, nó về hưu cùng với Tu-128 sau khi kết thúc chiến tranh Lạnh và sự sụp đổ của Liên Xô.

## Thông số kỹ thuật (R-4T / R-4R)

AA-5

- Chiều dài: (R-4T) 5.2 m (17 ft 1 in); (R-4R) 5.45 m (ft in).
- Sải cánh: 1300 mm (4 ft 3 in).
- Đường kính: 310 mm (12.2 in).
- Trọng lượng: (R-4T) 480 kg (lb); (R-4R) 492.5 kg (lb).
- Vận tốc: Mach 1,6.
- Tầm bay: (R-4T) 2–15 km (9.35 mi); (R-4R) 2–25 km.
- Hệ thống dẫn đường: (R-4T) hồng ngoại; (R-4R) radar bán chủ động.
- Đầu nổ: 53 kg (lb) chất nổ mạnh.
- Động cơ: moto dùng nhiên liệu rắn.